# Rhadinoceraea micans
Espèce
Rhadinoceraea micans est une espèce d'insectes de l'ordre des hyménoptères et de la famille des Tenthredinidae.